# Xantholobus altus
Xantholobus altus är en insektsart som beskrevs av Ball. Xantholobus altus ingår i släktet Xantholobus och familjen hornstritar. Inga underarter finns listade i Catalogue of Life.